# Ignacio Galván
Ignacio Galván (Buenos Aires, 6 settembre 2002) è un calciatore argentino, difensore del Defensa y Justicia in prestito dal Racing Club.

## Carriera
Cresciuto nel settore giovanile del River Plate, debutta in prima squadra il 12 maggio 2021 in occasione del match di Coppa Libertadores vinto 2-0 contro lo Sporting Cristal.

## Statistiche

### Presenze e reti nei club
Statistiche aggiornate al 1° gennaio 2025.
| Stagione                  | Squadra                   | Campionato                | Campionato | Campionato | Coppe nazionali | Coppe nazionali | Coppe nazionali | Coppe continentali | Coppe continentali | Coppe continentali | Altre coppe | Altre coppe | Altre coppe | Totale | Totale |
| Stagione                  | Squadra                   | Comp                      | Pres       | Reti       | Comp            | Pres            | Reti            | Comp               | Pres               | Reti               | Comp        | Pres        | Reti        | Pres   | Reti   |
| ------------------------- | ------------------------- | ------------------------- | ---------- | ---------- | --------------- | --------------- | --------------- | ------------------ | ------------------ | ------------------ | ----------- | ----------- | ----------- | ------ | ------ |
| 2021                      | Racing Club               | PD                        | 6          | 0          | CA+CdL          | 0+1             | 0               | CL                 | 2                  | 0                  | -           | -           | -           | 9      | 0      |
| 2022                      | Orlando City B            | MNP                       | 18         | 0          | -               | -               | -               | -                  | -                  | -                  | -           | -           | -           | 18     | 0      |
| 2023                      | Racing Club               | PD                        | 1          | 0          | CA+CdL          | 0+3             | 0               | CL                 | 0                  | 0                  | SI          | -           | -           | 4      | 0      |
| 2024                      | Racing Club               | PD                        | 1          | 0          | CA+CdL          | 1+7             | 0               | CS                 | 2                  | 0                  | -           | -           | -           | 11     | 0      |
| Totale Racing Club        | Totale Racing Club        | Totale Racing Club        | 8          | 0          |                 | 12              | 0               |                    | 4                  | 0                  |             | -           | -           | 24     | 0      |
| 2024                      | Defensa y Justicia        | PD                        | 9          | 0          | CA+CdL          | -               | -               | CS                 | -                  | -                  | -           | -           | -           | 9      | 0      |
| 2025                      | Defensa y Justicia        | PD                        | 0          | 0          | CA              | 0               | 0               | CS                 | 0                  | 0                  | -           | -           | -           | 0      | 0      |
| Totale Defensa y Justicia | Totale Defensa y Justicia | Totale Defensa y Justicia | 9          | 0          |                 | 0               | 0               |                    | 0                  | 0                  |             | -           | -           | 9      | 0      |
| Totale carriera           | Totale carriera           | Totale carriera           | 35         | 0          |                 | 12              | 0               |                    | 4                  | 0                  |             | -           | -           | 51     | 0      |

## Palmarès

### Club

#### Competizioni nazionali
- Supercopa Internacional: 1

Racing Club: 2022

#### Competizioni internazionali
- Coppa Sudamericana: 1

Racing Club: 2024